# Anders Tegnell
Nils Anders Tegnell, född 17 april 1956 i Uppsala församling i Uppsala, är en svensk läkare och ämbetsman. Han var mellan 2013 och 2022 statsepidemiolog vid Folkhälsomyndigheten. Han var mycket ofta förekommande i svenska medier under Covid-19-pandemin.

## Biografi

### Bakgrund
Tegnell tillbringade sin första tid i Uppsala, där fadern Ingemar Tegnell (1932–2017) studerade till agronom och modern Karin, född Olsson (1931–1972), arbetade vid Postverket. Han växte därefter upp i Linköping, med undantag för en tid i Etiopien, där fadern arbetade med olika utvecklingsprojekt. Tegnell studerade under gymnasietiden vid Katedralskolan i Linköping.

### Karriär
Tegnell avlade 1985 läkarexamen vid Lunds universitet. Han tjänstgjorde därefter som AT-läkare vid Östersunds sjukhus. Han genomförde sin specialistutbildning i Linköping och inriktade sig då på infektionssjukdomar. År 1990 deltog han som länets infektionsläkare i vården av en person som drabbats av en oidentifierad blödarfeber.
Tegnell har under flera perioder varit verksam utomlands. Mellan 1990 och 1993 arbetade han för Världshälsoorganisationen (WHO) i Laos. År 1995 utbröt ebolafeber i staden Kikwit, belägen 25 mil öster om dåvarande Zaires huvudstad Kinshasa. Tegnell, som då var smittskyddsläkare i Linköping samt knuten till Linköpings universitet, ingick i den grupp svenska experter tillhöriga Läkare utan gränser som reste dit på uppdrag av Räddningsverket. Sjukhuspersonalen hade då övergivit sjukhuset av rädsla för smittan. I efterhand har Tegnell berättat att det i Sverige fanns en oro för att gruppen skulle ta med sig sjukdomen tillbaka till Sverige. Gruppen satte läkarstudenter att undervisa befolkningen i byarna runtom staden hur man bäst undvek smittan. Studenterna tog sig till byarna på cyklar, som flugits ner från Sverige. Tegnell arbetade senare vid EU-kommissionen i Luxemburg med bakterier som kan användas för terrorändamål, exempelvis mjältbrand.
Tegnell disputerade 2003 i medicin vid Linköpings universitet; avhandlingen handlar om infektionsrisker vid hjärtkirurgi. Följande år avlade han en naturvetenskaplig masterexamen i epidemiologi vid London School of Hygiene & Tropical Medicine vid University of London. Åren 2004 och 2005 arbetade han vid Smittskyddsinstitutet och från 2005 vid Socialstyrelsen, där han mellan 2010 och 2012 var medicinalråd och chef för Avdelningen för kunskapsstyrning för hälso- och sjukvården. Han var 2012 och 2013 avdelningschef vid Smittskyddsinstitutet.

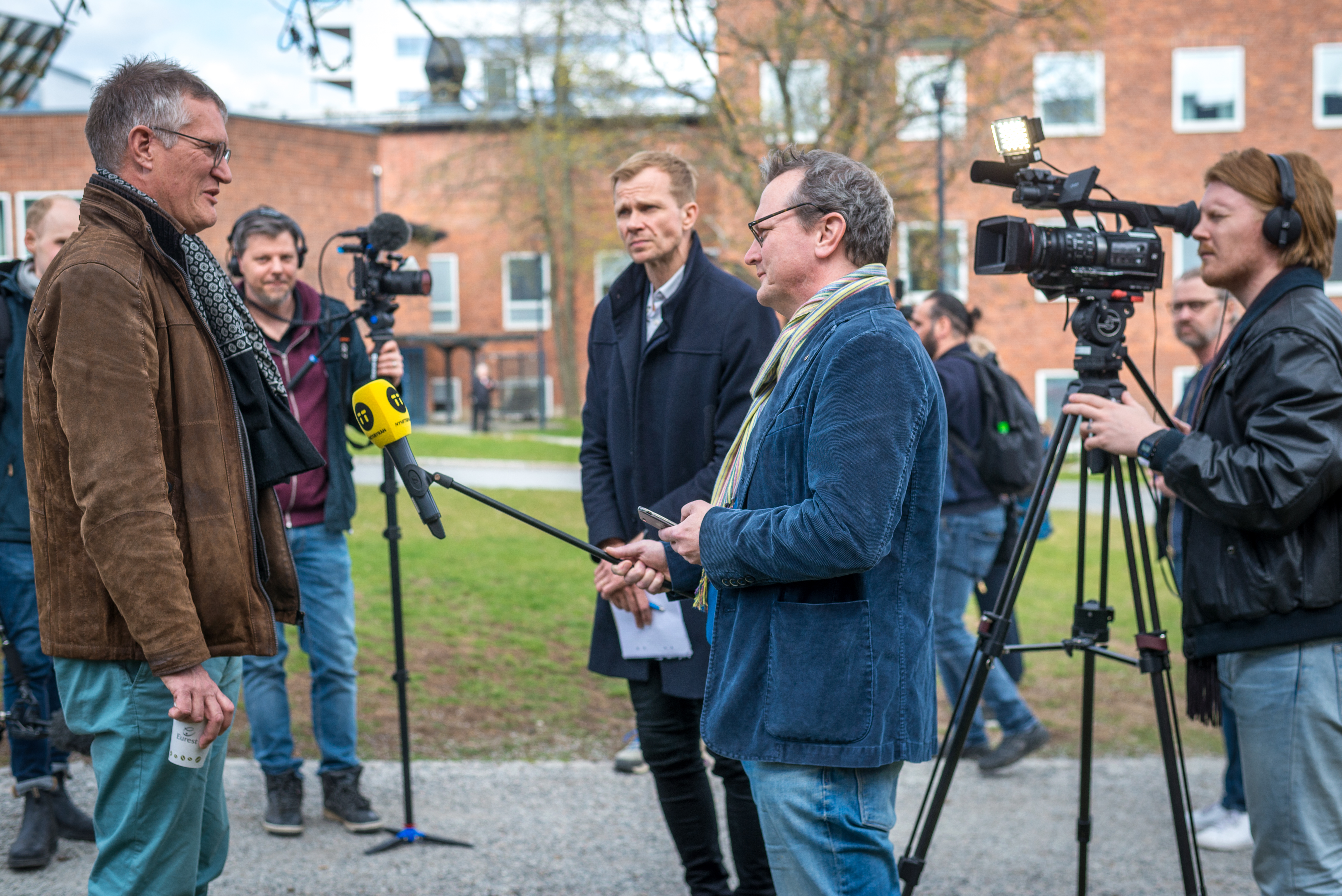
Anders Tegnell utanför Karolinska institutet i Solna under en presskonferens under coronavirusutbrottet 2020–2021.

Tegnell utsågs 1 mars 2013 till statsepidemiolog, först vid Smittskyddsinstitutet och från och med den 1 januari 2014 vid Folkhälsomyndigheten. I samband med coronavirusutbrottet 2020–2021 i Sverige blev han flitigt intervjuad i svenska och utländska medier om Folkhälsomyndighetens arbete med att begränsa smittspridningen inom landet. I sin roll som statsepidemiolog mötte Tegnell såväl beröm som kritik för den svenska strategin för att möta coronapandemin. Den 14 mars 2022 avslutade Tegnell sin tjänst som statsepidemiolog för att arbeta för WHO, en anställning han sedermera inte fick. Tegnell är nu (2023) senior rådgivare med fokus på internationellt samarbete på Folkhälsomyndigheten.
Tegnell invaldes som ledamot av Kungliga Krigsvetenskapsakademien 2005. Hans inträdesanförande handlade om pandemiernas påverkan på samhället. År 2020 utsågs Tegnell till Årets alumn vid Linköpings universitet.
Han deltar i På spåret säsongen 2024/25 tillsammans med Ebba Kleberg von Sydow.

## Privatliv
Anders Tegnell är gift med Margit Neher (född 1959), med vilken han har tre döttrar. Han är bosatt i Vreta kloster i Östergötland.

## Utmärkelser
- H.M. Konungens medalj av guld i 12:e storleken i högblått band[25] (2025)